# NGC 7805
NGC 7805 est une galaxie lenticulaire située dans la constellation de Pégase. NGC 7805 a été découverte par l'astronome germano-britannique William Herschel en 1790.

## Description
Sa vitesse par rapport au fond diffus cosmologique est de 4 481 ± 24 km/s, ce qui correspond à une distance de Hubble de 66,1 ± 4,6 Mpc (∼216 millions d'al).
NGC 7805 forme une paire de galaxies en interaction gravitationnelle avec NGC 7806. La paire figure dans l'atlas des galaxies particulières d'Halton Arp sous la cote Arp 112. La galaxie figure également dans le catalogue de galaxies de Markarian sous la cote MRK 333 (MK 333).
La paire NGC 7805/6 (Arp 112) s'accompagne à l'Est d'une petite galaxie naine en forme d'arc. Il n'existe à ce jour aucune mesure précise sur la distance de cette galaxie, ce qui aurait pu permettre d'affirmer, ou non, si elle interagit gravitationnellement avec la paire. Une étude publiée en 2021 sur ce cas laisse supposer que cette galaxie naine, nommée KUG 2359+311, ait bien interagit avec la paire par le passé, expliquant probablement sa morphologie assez particulière.

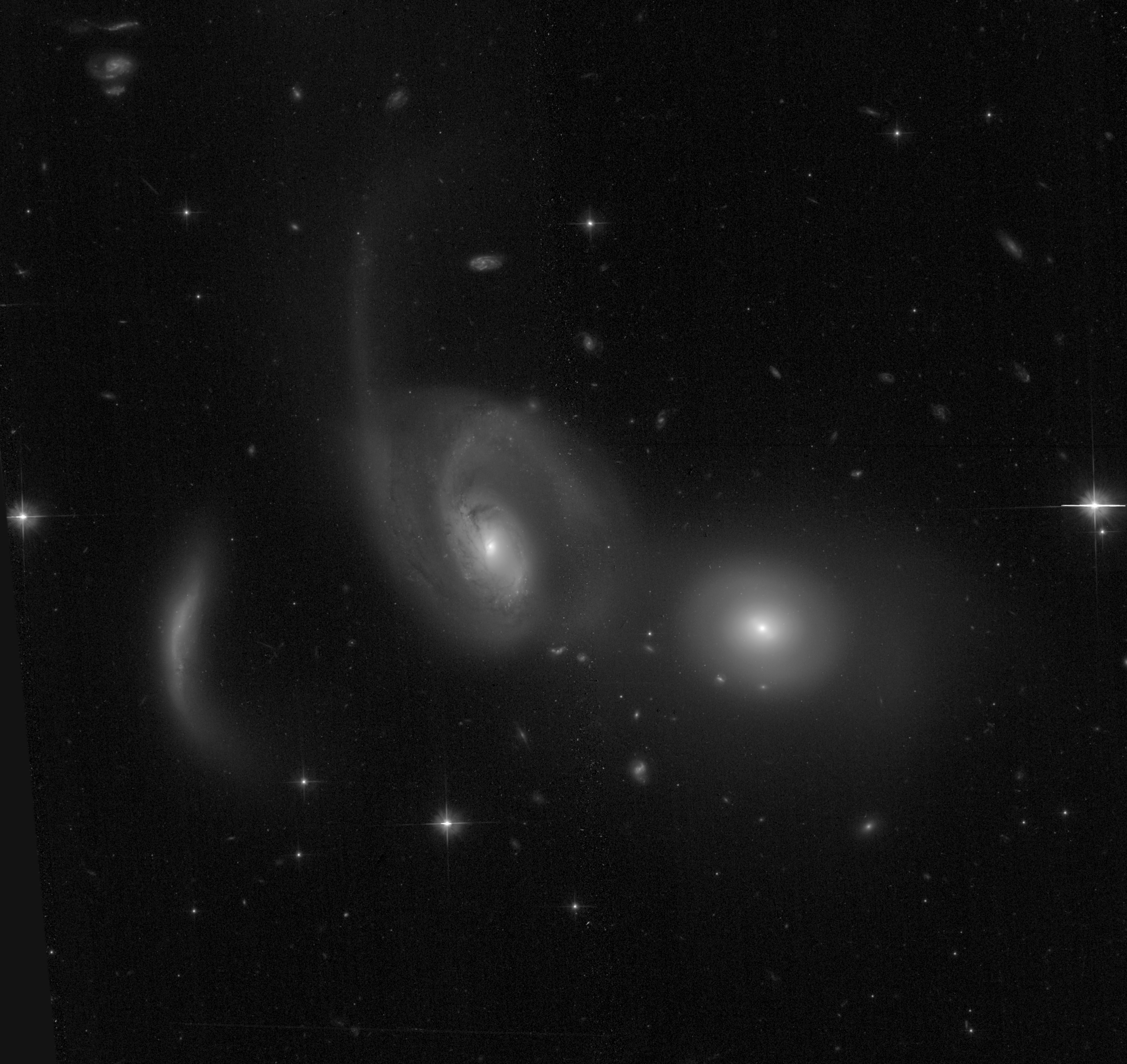
NGC 7805 et NGC 7806 (Arp 112) par le télescope spatial Hubble.

## Groupe de NGC 7831
NGC 7805 est membre du groupe de galaxies de NGC 7831. Ce groupe compte 5 galaxies du catalogue NGC, soit NGC 7805, NGC 7806, NGC 7819, NGC 7831 et NGC 7836, ainsi qu'une douzaine d'autres galaxies.